# Exarcado apostólico de Colombia
El exarcado apostólico maronita de Colombia (en latín: Exarchiam Apostolicam Columbiae pro fidelibus catholicis Ecclesiae Antiochenae Maronitarum in Columbia) es una circunscripción eclesiástica de la Iglesia católica en Colombia, inmediatamente sujeta a la Santa Sede (agregado a la provincia eclesiástica de Bogotá). y que pertenece a la Iglesia católica maronita. Desde el 20 de enero de 2016 su exarca apostólico es Fadi Abou Chebel.

## Territorio
El exarcado apostólico extiende su jurisdicción sobre los fieles maronitas residentes en Colombia. La sede del exarcado está en la ciudad de Bogotá, en donde se halla la procatedral de Nuestra Señora del Líbano. Esta procatedral es la única parroquia del exarcado apostólico y su jurisdicción personal se extiende sobre el territorio de la arquidiócesis de Bogotá. Comunidades en formación se reúnen en Barranquilla, Cartagena de Indias y Cali con asistencia del exarca apostólico.

## Historia
Los maronitas comenzaron a llegar a Colombia a principios del siglo XX. El obispo eparca de la eparquía de Nuestra Señora de los Mártires del Líbano en México, Wadih Boutros Tayah, fue designado visitador apostólico de Centro América, Venezuela y el Caribe el 6 de noviembre de 1995, incluyendo a Colombia como parte del Caribe. Tayah falleció el 4 de mayo de 2002 y fue sucedido por Georges Saad Abi-Younes el 22 de febrero de 2003. En 2006 fue celebrada la primera misa oficial maronita en el país. En julio de 2008 la arquidiócesis de Bogotá cedió el templo de la parroquia de Nuestra Señora de Santa Clara en Bogotá para ser utilizado por la comunidad maronita los domingos por la tarde. Para el culto maronita se le dio el nombre de parroquia Nuestra Señora del Líbano, como parroquia personal de la arquidiócesis de Bogotá. Fue designado párroco maronita el sacerdote Naji Souein. En mayo de 2013 el patriarca maronita cardenal Béchara Boutros Raï visitó Colombia en gira por América Latina.
El exarcado apostólico fue creado por el papa Francisco el 22 de diciembre de 2015 mediante la constitución apostólica Saeculorum decursu.

Saeculorum decursu complures exstiterunt communitates in Ecclesia quae multiplices variasque prae se exhibuerunt formas, quas legitimas Nos tueri volumus, ut floridiorem statum per proprium ritum illae consequantur. Nunc de fidelibus catholicis Ecclesiae Antiochenae Maronitarum in Columbia commorantibus cogitamus. Itaque, postquam Venerabilis Frater Noster Leonardus S.R.E. Cardinalis Sandri, Congregationis pro Ecclesiis Orientalibus Praefectus, de hac re in Audientia illi concessa rettulit, iudicavimus opportunum ibidem Exarchiam Apostolicam pro iisdem condere. Summa igitur Apostolica potestate, novam constituimus Exarchiam Apostolicam Columbiae pro fidelibus catholicis Ecclesiae Antiochenae Maronitarum in Columbia commorantibus, cuius Sedem in urbe Bogotá poni iubemus, cunctis factis propriis iuribus atque obligationibus, secundum normas Codicis Canonum Ecclesiarum Orientalium. Quae iussimus ad effectum rite adducantur deque absoluto negotio sueta documenta exarentur et Congregationi pro Ecclesiis Orientalibus mittantur. Hanc denique Apostolicam Constitutionem iugiter ratam esse volumus, contrariis rebus nihil obstantibus.

El primer exarca apostólico, sin carácter episcopal, es el libanés Fadi Abou Chebel, de la Orden Maronita Mariamita, a la vez designado visitador apostólico para los fieles maronitas residentes en Perú y en Ecuador. Se estima que los fieles maronitas en los 3 países suman unos 20 000. Comunidades en formación se hallan en Quito, Guayaquil y Lima.

## Exarcas apostólicos
- Fadi Abou Chebel, O.M.M., desde el 20 de enero de 2016.

## Estadísticas
De acuerdo al Anuario Pontificio 2020 el exarcado apostólico tenía a fines de 2019 3 sacerdotes, un religioso y una parroquia.
| 2019                                                                            |  |  |  | 3 | 2 | 1 |  |  | 1 |  | 1 | 2023 |  |  |  | 3 | 2 | 1 |  |  | 1 |  | 1 |
| Fuente: Catholic-Hierarchy, que a su vez toma los datos del Anuario Pontificio. |  |  |  |   |   |   |  |  |   |  |   |      |  |  |  |   |   |   |  |  |   |  |   |